# Historia de Catar

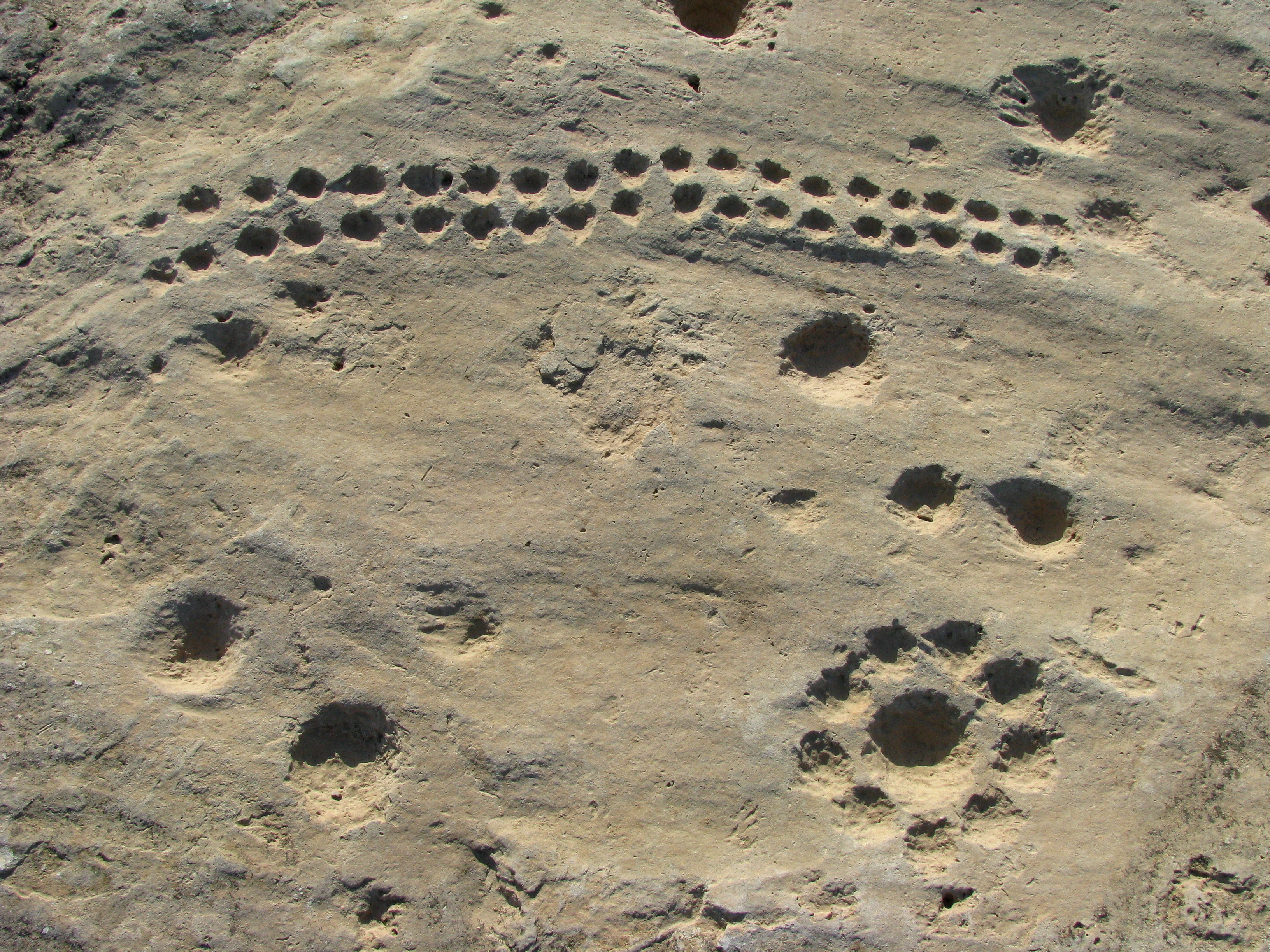
Restos arqueológicos en Catar en 2008

Como los demás emiratos en el Golfo Pérsico —Kuwait, Baréin, los Emiratos Árabes Unidos (dejando a un lado la historia separada de Omán)— Catar ha sido habitada desde el paleolítico. Los primeros habitantes conocidos fueron los cananeos. Más tarde el país estuvo bajo el poder de varios gobernantes, como Sargón I (2335-2279 a. C.), y estuvo unido a la federación de Dilmun en el I milenio a. C.. El islam llegó a la península en el siglo VII d. C. y Catar pasó a formar parte, sucesivamente, del califato árabe y del Imperio otomano.

## Protectorado Británico (1916–1971)
Catar estuvo sometido al sultanato de la familia Al Khalifa de Baréin hasta 1868, en que, a petición de los nobles cataríes, fue instaurada la dinastía actual de los Al-Thani (āl-Tānī), con ayuda de los británicos. Los británicos negociaron el fin de la reclamación de los Al Khalifa por Catar, a excepción del pago del tributo. El tributo terminó con la ocupación de Catar por los turcos otomanos en 1872, cuando la familia Al Khalifa se mudó a Baréin. En 1871 la dinastía reconoció la autoridad otomana, pero intentó conseguir la independencia en 1893 y 1898. Los turcos concedieron la autonomía del país en 1913. En el proceso de desmembramiento del Imperio otomano, a causa de la Primera Guerra Mundial, el emir Abdullah bin Jassim Al Thani de Catar firmó en 1916 un tratado con Gran Bretaña que convirtió el emirato en protectorado británico, pero se mantuvo la monarquía absoluta de los Al-Thani. Bajo este tratado, el gobernador acordaba no disponer de algo de su territorio excepto a Gran Bretaña y no entrar en relaciones con algún otro Gobierno extranjero sin el consentimiento británico. A cambio, los británicos prometieron proteger a Catar de toda agresión por mar y prestar sus buenos oficios en caso de un ataque por tierra. Un tratado de 1934 concedió protección británica más extensa. La explotación de los yacimientos petrolíferos (1949) no alteró sustancialmente las estructuras feudales del país. Tras la decisión británica de abandonar el Golfo Pérsico en 1971, Catar ingresó en la federación de Emiratos Árabes Unidos (1968). 

## Como Estado
Proclamada una Constitución provisional (1970), el emir Ahmad bin Ali Al-Thani nombró a su heredero, Khalifa bin Hamad Al Thani, primer ministro. Obtenida su independencia (1971), se retiró de los Emiratos Árabes Unidos, firmó un tratado de amistad con Gran Bretaña e ingresó en la Liga Árabe y en la ONU (1971). Con un incruento golpe de Estado (1972), el emir Ahmad bin Ali fue depuesto por su primer ministro, que reunió ambos cargos. Khalifa bin Hamad Al Thani limitó los privilegios de la familia real, y emprendió una serie de reformas sociales y políticas. Reivindicó la soberanía sobre las islas Hawar (1976), controladas por Baréin, completó la nacionalización de la industria petrolera y restringió las exportaciones de crudo para conservar sus reservas (1977). Catar condenó los acuerdos de Camp David entre Egipto, Israel y los Estados Unidos (septiembre de 1978), pero está estrechamente aliado con Arabia Saudita y es usualmente considerado como uno de los Estados árabes más moderados. En 1981 Catar se integró en el recién constituido Consejo de Cooperación del Golfo, y en 1983 sus fuerzas armadas participaron en los ejercicios militares conjuntos que los países miembros del Consejo desarrollaron en Omán.
Las disputas con Baréin sobre la propiedad de la isla artificial de Fasht ad-Dibal llevaron al ejército de Catar a realizar una incursión en la isla (febrero de 1986) que tuvo que abandonar tras la firma de un acuerdo de paz. Catar apoyó a Irak a lo largo de la guerra Irán-Irak, pero durante la primera guerra del Golfo (1991), sus tropas y su fuerza aérea formaron parte de la coalición de 31 naciones en contra de Irak. Los choques fronterizos con Arabia Saudita en septiembre de 1992 enturbiaron la normalidad de las fuertes relaciones que mantenían los dos Estados; en mayo de 1993 se alcanzó un tratado fronterizo. Las resoluciones del Tribunal de La Haya sobre la propiedad de las islas Hawar en 1994 y 1995 fracasaron ante la negativa de Baréin a reconocer el proceso. 
El 27 de junio de 1995 Khalifa bin Hamad Al Thani fue derrocado de forma incruenta por su hijo Hamad Al Thani, mientras pasaba sus vacaciones en Suiza. Tras convertirse en el nuevo emir, Hamad afrontó diversas reformas destinadas a la apertura y la democratización del sistema político. Así, los comicios municipales de 1999 fueron las primeras elecciones populares de la historia del país (en ellas, además, se permitió que las mujeres votaran). En abril de 2003 una nueva Constitución que reconocía la libertad de expresión, de asociación y de culto fue aprobada en referéndum.En 2010 fue nombrado sede de la Copa Mundial de Fútbol de 2022.